# Desa Sukaratu (administrativ by i Indonesien, lat -6,91, long 108,08)
Desa Sukaratu är en administrativ by i Indonesien.   Den ligger i provinsen Jawa Barat, i den västra delen av landet, 160 km sydost om huvudstaden Jakarta.